# Puppentheater Bleisch
Das Puppentheater Bleisch ist ein Schweizer Puppentheater mit Sitz in Henggart ZH.
Es wurde 1970 von Hanspeter Bleisch gegründet.  1976 kam Ursula Bleisch-Imhof hinzu. Gelegentlich wirken Mitglieder von professionellen und Amateurgruppen mit. 
Das Tourneetheater hat keine eigene Spielstätte; es tritt in der deutschsprachigen Schweiz und im Ausland auf. Aufgeführt werden Stücke für Erwachsene, Kinder und Jugendliche mit Stabfiguren, Marionetten, Gliederfiguren und Marotten.  Es gibt je Saison mehr als hundert Vorstellungen. Jährlich entstehen ein bis zwei Produktionen.

## Repertoire
Zum Repertoire gehören biblische Stücke wie «Die verlorenen Söhne», «Daniel» und «Der arme Mann und der reiche Lazarus», Märchen- oder Abenteuerstoffe wie «Die wilden Schwäne», «Reise um die Welt» und «Odysseus». Für Kinder wurden unter anderem «David und Goliath» (1976), «De chlii Muck» (1979), «De Esel Bim» (1981), «Das Zauberschloss» (1984), «Jorinde und Joringel» (1988), «Das Henggarter Weihnachtsspiel» (1989), «Brumm, der kleine Bär» (1990), «Circus Peperoni» (1994), «Mirko, das Borstenkind» (1997), «Cello und Stups» (1999) und «Subu und die Mondblume» (2001) inszeniert. An Jugendliche und Erwachsene richten sich «Bahnhof Requiem» (1977), Jura Soyfers «Astoria oder Wieviel Staat braucht der Mensch» (1979), «Galgeneier» (1983), «Jedermann» (1986) und «La Belle et la Bête» (1989).

## Theatergruppe Bleisch & Co
Mit weiterem Mitwirkenden tritt das Puppentheater unter der Bezeichnung «Theatergruppe Bleisch & Co» auf. Inszeniert wurden dafür «Prozess Ninive», «Der Rattenfänger»,  «Der Mond» (1984) und «Die Kluge» (1991) von Carl Orff und die Mozartoper «Die Zauberflöte» (1995). 1996 zeigte es in einer Industriehalle in Schaffhausen «Vom Fischer und syner Frau». 

## Weiteres Wirken
Das Puppentheater fördert die Schweizer Figurentheaterszene durch Fortbildungsseminare für Lehrer, Ausstellungen und Publikationen. Es ist Mitglied von UNIMA Suisse, Vereinigung Puppen- und Figurentheater.